# Irajá Atlético Clube
 Irajá Atlético Clube é uma agremiação esportiva do bairro de Irajá no Rio de Janeiro, fundada a 9 de junho de 1912.

## História
Disputou o Campeonato Carioca de Futebol do ano de 1930 pela Liga Metropolitana de Desportos Terrestres (LMDT), Série Emmanuel Coelho Netto. Atualmente é um clube social, e disputou as principais competições de futsal ( FFSERJ e Rio Futsal) do sub 7 ao sub 17 de 2020 até 2023 , para isso uma grande reforma no ginásio foi feita , em 2020. 
Em 1941, se sagrou vice-campeão dos primeiros quadros da Federação Atlética Suburbana após vencer a Série Benedito Sarmento, capitulando diante do Manufatura Nacional de Porcelanas Futebol Clube
Em 1943, com a dissolução da Federação Atlética Suburbana, disputa a terceira categoria da Federação Metropolitana de Futebol, se sagrando campeão desta no mesmo ano, ficando em segundo o Campo Grande Atlético Clube e em terceiro o Atlético Clube Nacional.
Em 2023 o clube cosquistou o Campeonato Carioca de Futsal da Federação de futsal do RJ na categoria Sub 14 sobre o Botafogo FR por 4x3 , até então o maior titulo da historia do clube , no mesmo ano o projeto de futsal em alto rendimento para competiçoes foi encerrado , ficando apenas a escolinha de futsal.

## Títulos
- 1941 - Campeão da Série Benedito Sarmento (primeiros quadros) da Federação Atlética Suburbana;
- 1941 - Vice-campeão de primeiros quadros da Federação Atlética Suburbana;
- 1943 - Campeão da terceira categoria (quarta divisão) da Federação Metropolitana de Futebol;
- 2021 - Campeão da Chave C Sub 13 (Rio Futsal)
- 2021 - Campeão Taça Guanabara Sub 7 Livre (Rio Futsal)
- 2021 - Campeão da Copa Zico Sub 09 (FUT7)
- 2021 / 2022 - Campeão da Copa Zero Gildo Leite Sub 13 (Rio Futsal)
- 2022 - Campeão da Copa ZERO Sub 17 (UFSERJ)
- 2022 - Campeão Taça Guanabara Chave C Sub 11 (Rio Futsal)
- 2022 - Bicampeão da Chave C Sub 13 (Rio Futsal)
- 2022 - Campeão Estadual mod.Livre Sub 17(Rio Futsal)
- 2022 - Campeão Carioca mod.Livre Sub 13 (Rio Futsal)
- 2022 - Campeao Copa Uniao Sub 8 (UFSERJ)
- 2022 - Campeao Camp. Carioca Sub 13 (UFSERJ)
- 2022 - Bicampeão Estadual mod.Livre Sub 17 (Rio Futsal)
- 2022 - Campeão Copa Revelação Serie Prata Sub 7 (UFSERJ)
- 2023 - Campeão Taça Guanabara Copa ZERO Sub 15 (Rio Futsal)
- 2023 - Vice Campeão Da Toca  e Sai Sub 11

- 2023 - 4 lugar na Copa Toca e Sai Sub 09

- 2023 - CAMPEAO CARIOCA DE FUTSAL SUB 14 (FFSERJ)

## Fonte
- VIANA, Eduardo. Implantação do futebol Profissional no Estado do Rio de Janeiro. Rio de Janeiro: Editora Cátedra, s/d.